# 阿盖尔公爵
阿蓋爾公爵（英語：Duke of Argyll）為一英國爵位，曾在1701年和1892年被兩次冊封。第一次冊封屬於蘇格蘭貴族，第二次冊封則屬於聯合王國貴族，均是授予坎貝爾家族族長。坎貝爾家族在蘇格蘭歷史上擁有重要地位，為蘇格蘭境内影響力最強大的家族之一。阿蓋爾公爵同時為坎貝爾氏族族長和蘇格蘭内廷大臣。
第十二代公爵之子托庫希爾·坎貝爾於2001年繼承公爵爵位，是為第十三代阿蓋爾公爵。

## 歷史
奧湖的科林·坎貝爾於1280年獲封騎士。在1445年詹姆斯二世加封科林的後代，鄧肯·坎貝爾，議會勳爵爵位，是爲第一代坎貝爾勳爵，奧湖的鄧肯·坎貝爾騎士。其孫科林·坎貝爾在1453年繼承爵位，是爲第二代坎貝爾勳爵，更在1457年獲加封為阿蓋爾伯爵。

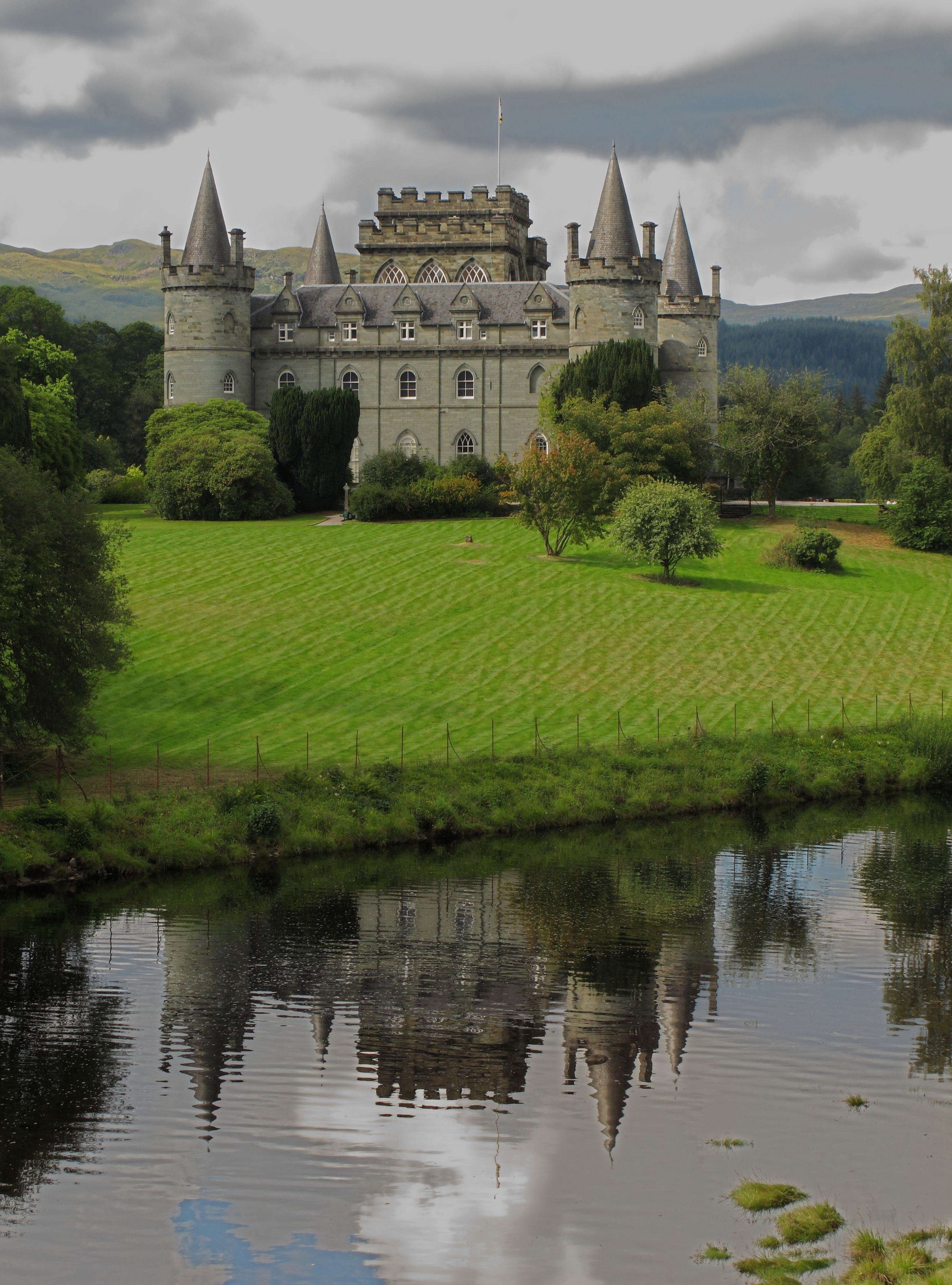
因弗雷里城堡為阿蓋爾公爵之府邸

第八代伯爵在1641年獲查理一世加封為阿蓋爾侯爵。時值三國之戰，查理試圖透過加封爵位等方式爭取阿蓋爾侯爵等一衆蘇格蘭貴族的支持，以對抗長期議會。在奥利弗·克伦威尔控制英格蘭後，阿蓋爾侯爵成爲了蘇格蘭的實際統治者。在1660年復辟後，阿蓋爾侯爵曾試圖向查理二世效忠，但卻被他以叛國罪於1661年處決，財產和爵位均被剝奪。不過這些財產和爵位（侯爵爵位除外）均在1663年歸還予阿蓋爾侯爵之子，阿奇博爾德·坎貝爾，是爲第九代伯爵。第九代伯爵也於1685年因參與蒙茅斯叛乱而被處死，爵位傳至第九代伯爵之子，是爲第十代阿蓋爾伯爵。
第十代伯爵在1701年6月21日獲封為阿蓋爾公爵、金泰爾和洛恩侯爵、坎貝爾和考爾伯爵、奧湖和萊勒河谷子爵及因弗雷里、馬爾、莫文和泰里勳爵，以表揚他在奥兰治的威廉麾下時貢獻良多。其子，第二代公爵因支持《1707年聯合法令》，在1705年獲加封為屬於英格蘭貴族的格林尼治伯爵及漆咸男爵，更在1719年獲封為屬於英格蘭貴族的格林尼治公爵。但在1743年第二代公爵去世，其屬於蘇格蘭貴族的爵位傳至第二代公爵之弟，而屬於英格蘭貴族的爵位則因無繼承人而絕嗣。
第五代公爵在他父親於1761年繼承爵位時為屬於格拉斯哥選區的下議院議員，但1761年後則因爲他父親繼承爵位而放棄議席（在《1832年改革法令》通過前蘇格蘭貴族之長子並不能成爲任何蘇格蘭境内選區的下議院議員
），及後在1765年當選多佛的下議院議員。他在1766年獲封森德里奇男爵並轉至上議院議事。
第八代公爵在1892年4月17日再次獲封阿蓋爾公爵（分屬聯合王國貴族），成爲英國五名擁有兩個以上公爵爵位的貴族之一（其餘四位分別是康沃爾和羅撒西公爵、巴克盧和昆斯伯里公爵、漢密爾頓和布蘭登公爵及列治文、倫諾克斯和戈登公爵）。

## 府邸
公爵的府邸是在阿蓋爾因弗雷里的因弗雷里城堡，靠近法恩灣，占地75,000英畝。
公爵及公爵夫人的主要安葬地為在基尔穆的聖芒恩教堂。第十一代和第十二代公爵則選擇在奧湖中的伊尼沙爾島上下葬。
第二代公爵約翰·坎貝爾在1706年入住了西敏市國王街東側的一所大宅，但大宅在1736年因要興建小阿蓋爾街而被部分拆除。阿蓋爾公爵及後於附近再建了阿蓋爾大宅。第六代公爵在1808年將大宅售予第四代阿伯丁伯爵。
在1764年前坎貝爾家族在時處薩里郡的漢姆也曾有一所大宅，如圖左所示。

## 次等爵位
阿蓋爾公爵持有多個次等爵位，當中包括：金泰爾和洛恩侯爵（1701年冊封），阿蓋爾伯爵（1457年冊封），坎貝爾和考爾伯爵及奧湖和萊勒河谷子爵（1701年冊封），坎貝爾勳爵（1445年冊封），洛恩勳爵（1470年冊封），金泰爾勳爵（1626年冊封），因弗雷里、馬爾、莫文和泰里勳爵（1701年冊封），哈默爾頓的漢密爾頓男爵（1776年冊封）及森德里奇男爵（1766年冊封）。除了最後兩個爵位是屬於大不列顛貴族外，其它爵位均屬於蘇格蘭貴族。阿蓋爾公爵也是新斯科舍從男爵中的倫迪從男爵（1627年冊封）。公爵的禮遇頭銜為金泰爾和洛恩侯爵。

## 世襲職位
- 蘇格蘭世襲皇室内廷大臣（英语：Master of the Household of Scotland）
- 阿蓋爾郡世襲最高司法官（英语：Justiciar#Scotland）
- 西部群島海軍上將
- 阿蓋爾郡世襲郡督（英语：High Sheriff）
- 皇家弓箭手連（英语：Royal Company of Archers）成員

阿蓋爾公爵同時為蘇格蘭坎貝爾氏族之族長，及自詹姆斯四世治下起便為蘇格蘭内廷大臣。

## 紋章
|  | 冠冕公爵冠冕 飾章一個金色側向野豬頭，頸部有裂紋，銀齒，紅舌。 盾紋四等分——第一和第四分區：八個金黑相間三角形（坎貝爾）；第二和第三分區：銀底，一艘黑色帆船，帆被捲起，紅旗飄揚（洛恩）。 扶盾者左右均爲一紅獅躍立，正面。 銘言NE OBLIVISCARIS 其他部分盾後置有一支紅色權杖和一把銀劍，呈交叉狀：權杖飾以金色薊花，杖頂為蘇格蘭皇家徽章的飾章（蘇格蘭世襲皇室内廷大臣）；銀劍劍柄及劍首均爲金色（蘇格蘭最高刑事法院世襲院長） |

## 坎貝爾勳爵（1445年）
- 第一代坎貝爾勳爵鄧肯·坎貝爾（英语：Duncan Campbell, 1st Lord Campbell）（1453年去世）
  - 坎貝爾紳士阿奇博爾德·坎貝爾（在1431年—1440年間去世）（第一代勳爵之長子，在其父親獲封勳爵前去世）
- 第二代坎貝爾勳爵科林·坎貝爾（英语：Colin Campbell, 1st Earl of Argyll）（約1433年—1493年）坎貝爾紳士之獨子，於1457年獲封為阿蓋爾伯爵

## 阿蓋爾伯爵（1457年）
- 第一代阿蓋爾伯爵科林·坎貝爾（英语：Colin Campbell, 1st Earl of Argyll）（約1433年—1493年）
- 第二代阿蓋爾伯爵阿奇博爾德·坎貝爾（英语：Archibald Campbell, 2nd Earl of Argyll）（1513年去世）第一代伯爵之長子
- 第三代阿蓋爾伯爵科林·坎貝爾（英语：Colin Campbell, 3rd Earl of Argyll）（約1486年—1529年）第二代伯爵之長子
- 第四代阿蓋爾伯爵阿奇博爾德·坎貝爾（英语：Archibald Campbell, 4th Earl of Argyll）（約1507年—1558年）第三代伯爵之獨子
- 第五代阿蓋爾伯爵阿奇博爾德·坎貝爾（英语：Archibald Campbell, 5th Earl of Argyll）（約1537年—1573年）第四代伯爵之長子，無後
- 第六代阿蓋爾伯爵科林·坎貝爾（英语：Colin Campbell, 6th Earl of Argyll）（約1541年/1546年—1584年）第四代伯爵之幼子
- 第七代阿蓋爾伯爵阿奇博爾德·坎貝爾（英语：Archibald Campbell, 7th Earl of Argyll）（約1576年—1638年）第六代伯爵之長子
- 第八代阿蓋爾伯爵阿奇博爾德·坎貝爾（1607年—1661年）第七代伯爵之長子，於1641年獲封為阿蓋爾侯爵

## 阿蓋爾侯爵（1641年）
- 第一代阿蓋爾侯爵阿奇博爾德·坎貝爾（1607年—1661年）在1661年因叛國被斬首，財產與爵位被剝奪

## 阿蓋爾伯爵（1457年；1663年歸還爵位）
- 第九代阿蓋爾伯爵阿奇博爾德·坎貝爾（約1629年—1685年）第一代侯爵之長子，於1663年獲歸還父親原所持之爵位（除侯爵爵位外）。在1681年因叛國被斬首，財產與爵位被剝奪
- 第十代阿蓋爾伯爵阿奇博爾德·坎貝爾（1658年—1703年）第九代伯爵之長子，於1685年獲歸還父親原所持之爵位，並於1701年獲封為阿蓋爾公爵

## 阿蓋爾公爵（1701年）
- 第一代阿盖尔公爵阿奇博尔德·坎贝尔（1658年—1703年）
- 第二代阿蓋爾公爵約翰·坎貝爾（1680年—1743年），同時為第一代格林威治公爵，第一代阿蓋爾公爵之長子，無男嗣
- 第三代阿蓋爾公爵阿奇博爾德·坎貝爾（英语：Archibald Campbell, 3rd Duke of Argyll）（1682年—1761年）第一代公爵之次子，無合法後代
- 第四代阿蓋爾公爵約翰·坎貝爾（英语：John Campbell, 4th Duke of Argyll）（1693年—1770年）第九代伯爵三子，約翰·坎貝爾之長子
- 第五代阿蓋爾公爵約翰·坎貝爾（1723年—1806年）第四代公爵之長子
  - 坎貝爾伯爵喬治·約翰·坎貝爾（1763年—1764年）第五代公爵之長子，夭折
- 第六代阿蓋爾公爵喬治·威廉·坎貝爾（英语：George Campbell, 6th Duke of Argyll）（1768年—1839年）第五代公爵之次子，無後
- 第七代阿蓋爾公爵約翰·道格拉斯·愛德華·亨利·坎貝爾（英语：John Campbell, 7th Duke of Argyll）（1777年—1847年）第五代公爵之幼子
  - 約翰·亨利·坎貝爾（1821年—1837年）第七代公爵之長子，早逝
- 第八代阿蓋爾公爵喬治·坎貝爾（1823年—1900年）第七代公爵之次子，於1892年獲封爲聯合王國貴族中的阿蓋爾公爵
- 第九代（蘇）和第二代（聯）阿蓋爾公爵約翰·喬治·愛德華·亨利·道格拉斯·薩瑟蘭·坎貝爾（1845年—1914年）第八代公爵之長子，娶維多利亞女皇四女路易絲公主爲妻，無後
- 第十代（蘇）和第三代（聯）阿蓋爾公爵尼爾·迪爾穆德·坎貝爾（英语：Niall Campbell, 10th Duke of Argyll）（1872年—1949年）第八代公爵二子阿奇博爾德·坎貝爾勳爵之獨子，未婚
- 第十一代（蘇）和第四代（聯）阿蓋爾公爵伊恩·道格拉斯·坎貝爾（英语：Ian Campbell, 11th Duke of Argyll）（1903年—1973年）第八代公爵三子華特·坎貝爾勳爵之孫
- 第十二代（蘇）和第五代（聯）阿蓋爾公爵伊恩·坎貝爾（英语：Ian Campbell, 12th Duke of Argyll）（1937年—2001年）第十一代公爵之長子
- 第十三代（蘇）和第六代（聯）阿蓋爾公爵托庫希爾·伊恩·坎貝爾（1968年生）第十二代公爵之獨子

爵位的法定繼承人為第十三代公爵之長子，洛恩侯爵阿奇博爾德·弗雷德里克·坎貝爾（2004年生）。

## 金泰爾勳爵（1626年）
- 第一代艾文伯爵，第一代金泰爾勳爵詹姆斯·坎貝爾（1626年—1645年）
- 第一代阿蓋爾侯爵，第二代金泰爾勳爵阿奇博爾德·坎貝爾（1607年—1661年）

及後繼承順序參見上表

## 倫迪的坎貝爾從男爵（1627年）
- 第一代從男爵科林·坎貝爾（1599年生）第六代伯爵次子之獨子
- 第二代從男爵科林·坎貝爾（1696年去世）第一代從男爵之獨子，無後
- 第一代阿盖尔公爵阿奇博尔德·坎贝尔（1658年—1703年）

及後繼承順序參見上表

## 家族譜系圖
|                                                |                                                |                                                             |                                                             |                                                                       |                                                                       |                                                                       |                                                                       |                                                                       |                                                                       | 坎貝爾勳爵，1445年 | | | | | |                                                                                                |                                                                                                |                                                                                                   |                                                                                                   |                                                                                                   |                                                                                                   |                                                                                                   |                                                                                                   |                                                                                                |                                                                                                |                                                                                                  |                                                                                                |                                                                                                |                                                                                                |                                                |                                                |                                                                                 |                                                                                 |                                                                                 |                                                                                 |                                                                                 |                                                                                 |  |  |  |  |  |  |
|                                                |                                                |                                                             |                                                             |                                                                       |                                                                       |                                                                       |                                                                       |                                                                       |                                                                       | 鄧肯·坎貝爾爵士 第一代坎貝爾勳爵 （1453年去世）                                                                        | | | | | |                                                                                                |                                                                                                |                                                                                                   |                                                                                                   |                                                                                                   |                                                                                                   |                                                                                                   |                                                                                                   |                                                                                                |                                                                                                |                                                                                                  |                                                                                                |                                                                                                |                                                                                                |                                                |                                                |                                                                                 |                                                                                 |                                                                                 |                                                                                 |                                                                                 |                                                                                 |  |  |  |  |  |  |
|                                                |                                                |                                                             |                                                             |                                                                       |                                                                       |                                                                       |                                                                       |                                                                       |                                                                       | | | | | | |                                                                                                |                                                                                                |                                                                                                   |                                                                                                   |                                                                                                   |                                                                                                   |                                                                                                   |                                                                                                   |                                                                                                |                                                                                                |                                                                                                  |                                                                                                |                                                                                                |                                                                                                |                                                |                                                |                                                                                 |                                                                                 |                                                                                 |                                                                                 |                                                                                 |                                                                                 |  |  |  |  |  |  |
|                                                |                                                |                                                             |                                                             |                                                                       |                                                                       |                                                                       |                                                                       |                                                                       |                                                                       | 阿奇博爾德·坎貝爾 坎貝爾紳士                                                                                           | | | | | |                                                                                                |                                                                                                |                                                                                                   |                                                                                                   |                                                                                                   |                                                                                                   |                                                                                                   |                                                                                                   |                                                                                                |                                                                                                |                                                                                                  |                                                                                                |                                                                                                |                                                                                                |                                                |                                                |                                                                                 |                                                                                 |                                                                                 |                                                                                 |                                                                                 |                                                                                 |  |  |  |  |  |  |
|                                                |                                                |                                                             |                                                             |                                                                       |                                                                       |                                                                       |                                                                       |                                                                       |                                                                       | | | | | | |                                                                                                |                                                                                                |                                                                                                   |                                                                                                   |                                                                                                   |                                                                                                   |                                                                                                   |                                                                                                   |                                                                                                |                                                                                                |                                                                                                  |                                                                                                |                                                                                                |                                                                                                |                                                |                                                |                                                                                 |                                                                                 |                                                                                 |                                                                                 |                                                                                 |                                                                                 |  |  |  |  |  |  |
|                                                |                                                |                                                             |                                                             |                                                                       |                                                                       |                                                                       |                                                                       |                                                                       |                                                                       | 阿蓋爾伯爵，1457年 | | | | | |                                                                                                |                                                                                                |                                                                                                   |                                                                                                   |                                                                                                   |                                                                                                   |                                                                                                   |                                                                                                   |                                                                                                |                                                                                                |                                                                                                  |                                                                                                |                                                                                                |                                                                                                |                                                |                                                |                                                                                 |                                                                                 |                                                                                 |                                                                                 |                                                                                 |                                                                                 |  |  |  |  |  |  |
|                                                |                                                |                                                             |                                                             |                                                                       |                                                                       |                                                                       |                                                                       |                                                                       |                                                                       | 科林·坎貝爾 第二代坎貝爾勳爵 第一代阿蓋爾伯爵 （約1433年—1493年）                                                      | | | | | |                                                                                                |                                                                                                |                                                                                                   |                                                                                                   |                                                                                                   |                                                                                                   |                                                                                                   |                                                                                                   |                                                                                                |                                                                                                |                                                                                                  |                                                                                                |                                                                                                |                                                                                                |                                                |                                                |                                                                                 |                                                                                 |                                                                                 |                                                                                 |                                                                                 |                                                                                 |  |  |  |  |  |  |
|                                                |                                                |                                                             |                                                             |                                                                       |                                                                       |                                                                       |                                                                       |                                                                       |                                                                       | | | | | | |                                                                                                |                                                                                                |                                                                                                   |                                                                                                   |                                                                                                   |                                                                                                   |                                                                                                   |                                                                                                   |                                                                                                |                                                                                                |                                                                                                  |                                                                                                |                                                                                                |                                                                                                |                                                |                                                |                                                                                 |                                                                                 |                                                                                 |                                                                                 |                                                                                 |                                                                                 |  |  |  |  |  |  |
|                                                |                                                |                                                             |                                                             |                                                                       |                                                                       |                                                                       |                                                                       |                                                                       |                                                                       | 阿奇博爾德·坎貝爾 第二代阿蓋爾伯爵 （1513年去世）                                                                      | | | | | |                                                                                                |                                                                                                |                                                                                                   |                                                                                                   |                                                                                                   |                                                                                                   |                                                                                                   |                                                                                                   |                                                                                                |                                                                                                |                                                                                                  |                                                                                                |                                                                                                |                                                                                                |                                                |                                                |                                                                                 |                                                                                 |                                                                                 |                                                                                 |                                                                                 |                                                                                 |  |  |  |  |  |  |
|                                                |                                                |                                                             |                                                             |                                                                       |                                                                       |                                                                       |                                                                       |                                                                       |                                                                       | | | | | | |                                                                                                |                                                                                                |                                                                                                   |                                                                                                   |                                                                                                   |                                                                                                   |                                                                                                   |                                                                                                   |                                                                                                |                                                                                                |                                                                                                  |                                                                                                |                                                                                                |                                                                                                |                                                |                                                |                                                                                 |                                                                                 |                                                                                 |                                                                                 |                                                                                 |                                                                                 |  |  |  |  |  |  |
|                                                |                                                |                                                             |                                                             |                                                                       |                                                                       |                                                                       |                                                                       |                                                                       |                                                                       | 科林·坎貝爾 第三代阿蓋爾伯爵 （約1486年—1529年）                                                                       | | | | | |                                                                                                |                                                                                                |                                                                                                   |                                                                                                   |                                                                                                   |                                                                                                   |                                                                                                   |                                                                                                   |                                                                                                |                                                                                                |                                                                                                  |                                                                                                |                                                                                                |                                                                                                |                                                |                                                |                                                                                 |                                                                                 |                                                                                 |                                                                                 |                                                                                 |                                                                                 |  |  |  |  |  |  |
|                                                |                                                |                                                             |                                                             |                                                                       |                                                                       |                                                                       |                                                                       |                                                                       |                                                                       | | | | | | |                                                                                                |                                                                                                |                                                                                                   |                                                                                                   |                                                                                                   |                                                                                                   |                                                                                                   |                                                                                                   |                                                                                                |                                                                                                |                                                                                                  |                                                                                                |                                                                                                |                                                                                                |                                                |                                                |                                                                                 |                                                                                 |                                                                                 |                                                                                 |                                                                                 |                                                                                 |  |  |  |  |  |  |
|                                                |                                                |                                                             |                                                             |                                                                       |                                                                       |                                                                       |                                                                       |                                                                       |                                                                       | 阿奇博爾德·坎貝爾 第四代阿蓋爾伯爵 （約1507年—1558年）                                                                 | | | | | |                                                                                                |                                                                                                |                                                                                                   |                                                                                                   |                                                                                                   |                                                                                                   |                                                                                                   |                                                                                                   |                                                                                                |                                                                                                |                                                                                                  |                                                                                                |                                                                                                |                                                                                                |                                                |                                                |                                                                                 |                                                                                 |                                                                                 |                                                                                 |                                                                                 |                                                                                 |  |  |  |  |  |  |
|                                                |                                                |                                                             |                                                             |                                                                       |                                                                       |                                                                       |                                                                       |                                                                       |                                                                       | | | | | | |                                                                                                |                                                                                                |                                                                                                   |                                                                                                   |                                                                                                   |                                                                                                   |                                                                                                   |                                                                                                   |                                                                                                |                                                                                                |                                                                                                  |                                                                                                |                                                                                                |                                                                                                |                                                |                                                |                                                                                 |                                                                                 |                                                                                 |                                                                                 |                                                                                 |                                                                                 |  |  |  |  |  |  |
|                                                |                                                |                                                             |                                                             |                                                                       |                                                                       |                                                                       |                                                                       |                                                                       |                                                                       | | | | | | |                                                                                                |                                                                                                |                                                                                                   |                                                                                                   |                                                                                                   |                                                                                                   |                                                                                                   |                                                                                                   |                                                                                                |                                                                                                |                                                                                                  |                                                                                                |                                                                                                |                                                                                                |                                                |                                                |                                                                                 |                                                                                 |                                                                                 |                                                                                 |                                                                                 |                                                                                 |  |  |  |  |  |  |
|                                                |                                                |                                                             |                                                             |                                                                       |                                                                       | 阿奇博爾德·坎貝爾 第五代阿蓋爾伯爵 （約1537年—1573年）                | 阿奇博爾德·坎貝爾 第五代阿蓋爾伯爵 （約1537年—1573年）                | 阿奇博爾德·坎貝爾 第五代阿蓋爾伯爵 （約1537年—1573年）                | 阿奇博爾德·坎貝爾 第五代阿蓋爾伯爵 （約1537年—1573年）                | 阿奇博爾德·坎貝爾 第五代阿蓋爾伯爵 （約1537年—1573年）                                                                 | 阿奇博爾德·坎貝爾 第五代阿蓋爾伯爵 （約1537年—1573年）                                                                 | | | 科林·坎貝爾 第六代阿蓋爾伯爵 (d. 1594)                                                                                 | 科林·坎貝爾 第六代阿蓋爾伯爵 (d. 1594)                                                                                 | 科林·坎貝爾 第六代阿蓋爾伯爵 (d. 1594)                                                         | 科林·坎貝爾 第六代阿蓋爾伯爵 (d. 1594)                                                         | 科林·坎貝爾 第六代阿蓋爾伯爵 (d. 1594)                                                            | 科林·坎貝爾 第六代阿蓋爾伯爵 (d. 1594)                                                            |                                                                                                   |                                                                                                   |                                                                                                   |                                                                                                   |                                                                                                |                                                                                                |                                                                                                  |                                                                                                |                                                                                                |                                                                                                |                                                |                                                |                                                                                 |                                                                                 |                                                                                 |                                                                                 |                                                                                 |                                                                                 |  |  |  |  |  |  |
|                                                |                                                |                                                             |                                                             |                                                                       |                                                                       | 阿奇博爾德·坎貝爾 第五代阿蓋爾伯爵 （約1537年—1573年）                | 阿奇博爾德·坎貝爾 第五代阿蓋爾伯爵 （約1537年—1573年）                | 阿奇博爾德·坎貝爾 第五代阿蓋爾伯爵 （約1537年—1573年）                | 阿奇博爾德·坎貝爾 第五代阿蓋爾伯爵 （約1537年—1573年）                | 阿奇博爾德·坎貝爾 第五代阿蓋爾伯爵 （約1537年—1573年）                                                                 | 阿奇博爾德·坎貝爾 第五代阿蓋爾伯爵 （約1537年—1573年）                                                                 | | | 科林·坎貝爾 第六代阿蓋爾伯爵 (d. 1594)                                                                                 | 科林·坎貝爾 第六代阿蓋爾伯爵 (d. 1594)                                                                                 | 科林·坎貝爾 第六代阿蓋爾伯爵 (d. 1594)                                                         | 科林·坎貝爾 第六代阿蓋爾伯爵 (d. 1594)                                                         | 科林·坎貝爾 第六代阿蓋爾伯爵 (d. 1594)                                                            | 科林·坎貝爾 第六代阿蓋爾伯爵 (d. 1594)                                                            |                                                                                                   |                                                                                                   |                                                                                                   |                                                                                                   |                                                                                                |                                                                                                |                                                                                                  |                                                                                                |                                                                                                |                                                                                                |                                                |                                                |                                                                                 |                                                                                 |                                                                                 |                                                                                 |                                                                                 |                                                                                 |  |  |  |  |  |  |
|                                                |                                                |                                                             |                                                             |                                                                       |                                                                       |                                                                       |                                                                       |                                                                       |                                                                       | | | | | 阿奇博爾德·坎貝爾 第七代阿蓋爾伯爵 （約1576年—1638年）                                                                 | |                                                                                                |                                                                                                |                                                                                                   |                                                                                                   |                                                                                                   |                                                                                                   |                                                                                                   |                                                                                                   |                                                                                                |                                                                                                |                                                                                                  |                                                                                                |                                                                                                |                                                                                                |                                                |                                                |                                                                                 |                                                                                 |                                                                                 |                                                                                 |                                                                                 |                                                                                 |  |  |  |  |  |  |
|                                                |                                                |                                                             |                                                             |                                                                       |                                                                       |                                                                       |                                                                       |                                                                       |                                                                       | | | | | | |                                                                                                |                                                                                                |                                                                                                   |                                                                                                   |                                                                                                   |                                                                                                   |                                                                                                   |                                                                                                   |                                                                                                |                                                                                                |                                                                                                  |                                                                                                |                                                                                                |                                                                                                |                                                |                                                |                                                                                 |                                                                                 |                                                                                 |                                                                                 |                                                                                 |                                                                                 |  |  |  |  |  |  |
|                                                |                                                |                                                             |                                                             |                                                                       |                                                                       |                                                                       |                                                                       |                                                                       |                                                                       | | | | | | |                                                                                                |                                                                                                |                                                                                                   |                                                                                                   |                                                                                                   |                                                                                                   |                                                                                                   |                                                                                                   |                                                                                                |                                                                                                |                                                                                                  |                                                                                                |                                                                                                |                                                                                                |                                                |                                                |                                                                                 |                                                                                 |                                                                                 |                                                                                 |                                                                                 |                                                                                 |  |  |  |  |  |  |
|                                                |                                                |                                                             |                                                             |                                                                       |                                                                       |                                                                       |                                                                       |                                                                       |                                                                       | 阿蓋爾侯爵，1641年 | 阿蓋爾侯爵，1641年 | 阿蓋爾侯爵，1641年 | 阿蓋爾侯爵，1641年 | 阿蓋爾侯爵，1641年 | 阿蓋爾侯爵，1641年 |                                                                                                |                                                                                                | 艾文伯爵，1642年                                                                                  | 艾文伯爵，1642年                                                                                  | 艾文伯爵，1642年                                                                                  | 艾文伯爵，1642年                                                                                  | 艾文伯爵，1642年                                                                                  | 艾文伯爵，1642年                                                                                  |                                                                                                |                                                                                                |                                                                                                  |                                                                                                |                                                                                                |                                                                                                |                                                |                                                |                                                                                 |                                                                                 |                                                                                 |                                                                                 |                                                                                 |                                                                                 |  |  |  |  |  |  |
|                                                |                                                |                                                             |                                                             |                                                                       |                                                                       |                                                                       |                                                                       |                                                                       |                                                                       | 阿蓋爾侯爵，1641年 | 阿蓋爾侯爵，1641年 | 阿蓋爾侯爵，1641年 | 阿蓋爾侯爵，1641年 | 阿蓋爾侯爵，1641年 | 阿蓋爾侯爵，1641年 | 阿奇博爾德·坎貝爾 第八代阿蓋爾伯爵 第一代阿蓋爾侯爵 （1607年—1661年） 被斬首，財產與爵位被剝奪 | 阿奇博爾德·坎貝爾 第八代阿蓋爾伯爵 第一代阿蓋爾侯爵 （1607年—1661年） 被斬首，財產與爵位被剝奪 | 阿奇博爾德·坎貝爾 第八代阿蓋爾伯爵 第一代阿蓋爾侯爵 （1607年—1661年） 被斬首，財產與爵位被剝奪    | 阿奇博爾德·坎貝爾 第八代阿蓋爾伯爵 第一代阿蓋爾侯爵 （1607年—1661年） 被斬首，財產與爵位被剝奪    | 阿奇博爾德·坎貝爾 第八代阿蓋爾伯爵 第一代阿蓋爾侯爵 （1607年—1661年） 被斬首，財產與爵位被剝奪    | 阿奇博爾德·坎貝爾 第八代阿蓋爾伯爵 第一代阿蓋爾侯爵 （1607年—1661年） 被斬首，財產與爵位被剝奪    | 艾文伯爵，1642年                                                                                  | 艾文伯爵，1642年                                                                                  |                                                                                                |                                                                                                | 詹姆斯·坎貝爾 第一代艾文伯爵 （1610年—1645年）                                                   | 詹姆斯·坎貝爾 第一代艾文伯爵 （1610年—1645年）                                                 | 詹姆斯·坎貝爾 第一代艾文伯爵 （1610年—1645年）                                                 | 詹姆斯·坎貝爾 第一代艾文伯爵 （1610年—1645年）                                                 | 詹姆斯·坎貝爾 第一代艾文伯爵 （1610年—1645年） | 詹姆斯·坎貝爾 第一代艾文伯爵 （1610年—1645年） |                                                                                 |                                                                                 |                                                                                 |                                                                                 |                                                                                 |                                                                                 |  |  |  |  |  |  |
|                                                |                                                |                                                             |                                                             |                                                                       |                                                                       |                                                                       |                                                                       |                                                                       |                                                                       | | | | | | | 阿奇博爾德·坎貝爾 第八代阿蓋爾伯爵 第一代阿蓋爾侯爵 （1607年—1661年） 被斬首，財產與爵位被剝奪 | 阿奇博爾德·坎貝爾 第八代阿蓋爾伯爵 第一代阿蓋爾侯爵 （1607年—1661年） 被斬首，財產與爵位被剝奪 | 阿奇博爾德·坎貝爾 第八代阿蓋爾伯爵 第一代阿蓋爾侯爵 （1607年—1661年） 被斬首，財產與爵位被剝奪    | 阿奇博爾德·坎貝爾 第八代阿蓋爾伯爵 第一代阿蓋爾侯爵 （1607年—1661年） 被斬首，財產與爵位被剝奪    | 阿奇博爾德·坎貝爾 第八代阿蓋爾伯爵 第一代阿蓋爾侯爵 （1607年—1661年） 被斬首，財產與爵位被剝奪    | 阿奇博爾德·坎貝爾 第八代阿蓋爾伯爵 第一代阿蓋爾侯爵 （1607年—1661年） 被斬首，財產與爵位被剝奪    |                                                                                                   |                                                                                                   |                                                                                                |                                                                                                | 詹姆斯·坎貝爾 第一代艾文伯爵 （1610年—1645年）                                                   | 詹姆斯·坎貝爾 第一代艾文伯爵 （1610年—1645年）                                                 | 詹姆斯·坎貝爾 第一代艾文伯爵 （1610年—1645年）                                                 | 詹姆斯·坎貝爾 第一代艾文伯爵 （1610年—1645年）                                                 | 詹姆斯·坎貝爾 第一代艾文伯爵 （1610年—1645年） | 詹姆斯·坎貝爾 第一代艾文伯爵 （1610年—1645年） |                                                                                 |                                                                                 |                                                                                 |                                                                                 |                                                                                 |                                                                                 |  |  |  |  |  |  |
|                                                |                                                |                                                             |                                                             |                                                                       |                                                                       |                                                                       |                                                                       |                                                                       |                                                                       | 阿蓋爾伯爵，1457年 （1663年歸還爵位）                                                                                  | | | | | |                                                                                                |                                                                                                |                                                                                                   |                                                                                                   |                                                                                                   |                                                                                                   |                                                                                                   |                                                                                                   |                                                                                                |                                                                                                |                                                                                                  |                                                                                                |                                                                                                |                                                                                                |                                                |                                                |                                                                                 |                                                                                 |                                                                                 |                                                                                 |                                                                                 |                                                                                 |  |  |  |  |  |  |
|                                                |                                                |                                                             |                                                             |                                                                       |                                                                       |                                                                       |                                                                       |                                                                       |                                                                       | 阿奇博爾德·坎貝爾 第九代阿蓋爾伯爵 （約1629年—1685年） 被斬首                                                          | | | | | |                                                                                                |                                                                                                |                                                                                                   |                                                                                                   |                                                                                                   |                                                                                                   |                                                                                                   |                                                                                                   |                                                                                                |                                                                                                |                                                                                                  |                                                                                                |                                                                                                |                                                                                                |                                                |                                                |                                                                                 |                                                                                 |                                                                                 |                                                                                 |                                                                                 |                                                                                 |  |  |  |  |  |  |
|                                                |                                                |                                                             |                                                             |                                                                       |                                                                       |                                                                       |                                                                       |                                                                       |                                                                       | | | | | | |                                                                                                |                                                                                                |                                                                                                   |                                                                                                   |                                                                                                   |                                                                                                   |                                                                                                   |                                                                                                   |                                                                                                |                                                                                                |                                                                                                  |                                                                                                |                                                                                                |                                                                                                |                                                |                                                |                                                                                 |                                                                                 |                                                                                 |                                                                                 |                                                                                 |                                                                                 |  |  |  |  |  |  |
|                                                |                                                |                                                             |                                                             |                                                                       |                                                                       |                                                                       |                                                                       |                                                                       |                                                                       | | | | | | |                                                                                                |                                                                                                |                                                                                                   |                                                                                                   |                                                                                                   |                                                                                                   |                                                                                                   |                                                                                                   |                                                                                                |                                                                                                |                                                                                                  |                                                                                                |                                                                                                |                                                                                                |                                                |                                                |                                                                                 |                                                                                 |                                                                                 |                                                                                 |                                                                                 |                                                                                 |  |  |  |  |  |  |
|                                                |                                                |                                                             |                                                             | 阿蓋爾公爵，1701年                                                    |                                                                       |                                                                       |                                                                       |                                                                       |                                                                       | | | | | | |                                                                                                |                                                                                                |                                                                                                   |                                                                                                   |                                                                                                   |                                                                                                   |                                                                                                   |                                                                                                   |                                                                                                |                                                                                                |                                                                                                  |                                                                                                |                                                                                                |                                                                                                |                                                |                                                |                                                                                 |                                                                                 |                                                                                 |                                                                                 |                                                                                 |                                                                                 |  |  |  |  |  |  |
|                                                |                                                |                                                             |                                                             | 阿奇博爾德·坎貝爾 第十代阿蓋爾伯爵 第一代阿蓋爾公爵 （1658年—1703年） | 阿奇博爾德·坎貝爾 第十代阿蓋爾伯爵 第一代阿蓋爾公爵 （1658年—1703年） | 阿奇博爾德·坎貝爾 第十代阿蓋爾伯爵 第一代阿蓋爾公爵 （1658年—1703年） | 阿奇博爾德·坎貝爾 第十代阿蓋爾伯爵 第一代阿蓋爾公爵 （1658年—1703年） | 阿奇博爾德·坎貝爾 第十代阿蓋爾伯爵 第一代阿蓋爾公爵 （1658年—1703年） | 阿奇博爾德·坎貝爾 第十代阿蓋爾伯爵 第一代阿蓋爾公爵 （1658年—1703年） | | | | | | | 約翰·坎貝爾 （1729年去世）                                                                     | 約翰·坎貝爾 （1729年去世）                                                                     | 約翰·坎貝爾 （1729年去世）                                                                        | 約翰·坎貝爾 （1729年去世）                                                                        | 約翰·坎貝爾 （1729年去世）                                                                        | 約翰·坎貝爾 （1729年去世）                                                                        |                                                                                                   |                                                                                                   |                                                                                                |                                                                                                |                                                                                                  |                                                                                                |                                                                                                |                                                                                                |                                                |                                                |                                                                                 |                                                                                 |                                                                                 |                                                                                 |                                                                                 |                                                                                 |  |  |  |  |  |  |
|                                                |                                                |                                                             |                                                             | 阿奇博爾德·坎貝爾 第十代阿蓋爾伯爵 第一代阿蓋爾公爵 （1658年—1703年） | 阿奇博爾德·坎貝爾 第十代阿蓋爾伯爵 第一代阿蓋爾公爵 （1658年—1703年） | 阿奇博爾德·坎貝爾 第十代阿蓋爾伯爵 第一代阿蓋爾公爵 （1658年—1703年） | 阿奇博爾德·坎貝爾 第十代阿蓋爾伯爵 第一代阿蓋爾公爵 （1658年—1703年） | 阿奇博爾德·坎貝爾 第十代阿蓋爾伯爵 第一代阿蓋爾公爵 （1658年—1703年） | 阿奇博爾德·坎貝爾 第十代阿蓋爾伯爵 第一代阿蓋爾公爵 （1658年—1703年） | | | | | | | 約翰·坎貝爾 （1729年去世）                                                                     | 約翰·坎貝爾 （1729年去世）                                                                     | 約翰·坎貝爾 （1729年去世）                                                                        | 約翰·坎貝爾 （1729年去世）                                                                        | 約翰·坎貝爾 （1729年去世）                                                                        | 約翰·坎貝爾 （1729年去世）                                                                        |                                                                                                   |                                                                                                   |                                                                                                |                                                                                                |                                                                                                  |                                                                                                |                                                                                                |                                                                                                |                                                |                                                |                                                                                 |                                                                                 |                                                                                 |                                                                                 |                                                                                 |                                                                                 |  |  |  |  |  |  |
|                                                |                                                |                                                             |                                                             |                                                                       |                                                                       |                                                                       |                                                                       |                                                                       |                                                                       | | | | | | |                                                                                                |                                                                                                |                                                                                                   |                                                                                                   |                                                                                                   |                                                                                                   |                                                                                                   |                                                                                                   |                                                                                                |                                                                                                |                                                                                                  |                                                                                                |                                                                                                |                                                                                                |                                                |                                                |                                                                                 |                                                                                 |                                                                                 |                                                                                 |                                                                                 |                                                                                 |  |  |  |  |  |  |
|                                                |                                                |                                                             |                                                             |                                                                       |                                                                       |                                                                       |                                                                       | 伊利伯爵，1706年                                                      |                                                                       | | | | | | |                                                                                                |                                                                                                |                                                                                                   |                                                                                                   |                                                                                                   |                                                                                                   |                                                                                                   |                                                                                                   |                                                                                                |                                                                                                |                                                                                                  |                                                                                                |                                                                                                |                                                                                                |                                                |                                                |                                                                                 |                                                                                 |                                                                                 |                                                                                 |                                                                                 |                                                                                 |  |  |  |  |  |  |
| 約翰·坎貝爾 第二代阿蓋爾公爵 （1680年—1743年） | 約翰·坎貝爾 第二代阿蓋爾公爵 （1680年—1743年） | 約翰·坎貝爾 第二代阿蓋爾公爵 （1680年—1743年）              | 約翰·坎貝爾 第二代阿蓋爾公爵 （1680年—1743年）              | 約翰·坎貝爾 第二代阿蓋爾公爵 （1680年—1743年）                        | 約翰·坎貝爾 第二代阿蓋爾公爵 （1680年—1743年）                        |                                                                       |                                                                       | 阿奇博爾德·坎貝爾 第一代伊利伯爵 第三代阿蓋爾公爵 （1682年—1761年）   | 阿奇博爾德·坎貝爾 第一代伊利伯爵 第三代阿蓋爾公爵 （1682年—1761年）   | 阿奇博爾德·坎貝爾 第一代伊利伯爵 第三代阿蓋爾公爵 （1682年—1761年）                                                    | 阿奇博爾德·坎貝爾 第一代伊利伯爵 第三代阿蓋爾公爵 （1682年—1761年）                                                    | 阿奇博爾德·坎貝爾 第一代伊利伯爵 第三代阿蓋爾公爵 （1682年—1761年）                                                    | 阿奇博爾德·坎貝爾 第一代伊利伯爵 第三代阿蓋爾公爵 （1682年—1761年）                                                    | | | 約翰·坎貝爾 第四代阿蓋爾公爵 （1693年—1770年）                                                 | 約翰·坎貝爾 第四代阿蓋爾公爵 （1693年—1770年）                                                 | 約翰·坎貝爾 第四代阿蓋爾公爵 （1693年—1770年）                                                    | 約翰·坎貝爾 第四代阿蓋爾公爵 （1693年—1770年）                                                    | 約翰·坎貝爾 第四代阿蓋爾公爵 （1693年—1770年）                                                    | 約翰·坎貝爾 第四代阿蓋爾公爵 （1693年—1770年）                                                    |                                                                                                   |                                                                                                   |                                                                                                |                                                                                                |                                                                                                  |                                                                                                |                                                                                                |                                                                                                |                                                |                                                |                                                                                 |                                                                                 |                                                                                 |                                                                                 |                                                                                 |                                                                                 |  |  |  |  |  |  |
| 約翰·坎貝爾 第二代阿蓋爾公爵 （1680年—1743年） | 約翰·坎貝爾 第二代阿蓋爾公爵 （1680年—1743年） | 約翰·坎貝爾 第二代阿蓋爾公爵 （1680年—1743年）              | 約翰·坎貝爾 第二代阿蓋爾公爵 （1680年—1743年）              | 約翰·坎貝爾 第二代阿蓋爾公爵 （1680年—1743年）                        | 約翰·坎貝爾 第二代阿蓋爾公爵 （1680年—1743年）                        |                                                                       |                                                                       | 阿奇博爾德·坎貝爾 第一代伊利伯爵 第三代阿蓋爾公爵 （1682年—1761年）   | 阿奇博爾德·坎貝爾 第一代伊利伯爵 第三代阿蓋爾公爵 （1682年—1761年）   | 阿奇博爾德·坎貝爾 第一代伊利伯爵 第三代阿蓋爾公爵 （1682年—1761年）                                                    | 阿奇博爾德·坎貝爾 第一代伊利伯爵 第三代阿蓋爾公爵 （1682年—1761年）                                                    | 阿奇博爾德·坎貝爾 第一代伊利伯爵 第三代阿蓋爾公爵 （1682年—1761年）                                                    | 阿奇博爾德·坎貝爾 第一代伊利伯爵 第三代阿蓋爾公爵 （1682年—1761年）                                                    | | | 約翰·坎貝爾 第四代阿蓋爾公爵 （1693年—1770年）                                                 | 約翰·坎貝爾 第四代阿蓋爾公爵 （1693年—1770年）                                                 | 約翰·坎貝爾 第四代阿蓋爾公爵 （1693年—1770年）                                                    | 約翰·坎貝爾 第四代阿蓋爾公爵 （1693年—1770年）                                                    | 約翰·坎貝爾 第四代阿蓋爾公爵 （1693年—1770年）                                                    | 約翰·坎貝爾 第四代阿蓋爾公爵 （1693年—1770年）                                                    |                                                                                                   |                                                                                                   |                                                                                                |                                                                                                |                                                                                                  |                                                                                                |                                                                                                |                                                                                                |                                                |                                                |                                                                                 |                                                                                 |                                                                                 |                                                                                 |                                                                                 |                                                                                 |  |  |  |  |  |  |
|                                                |                                                |                                                             |                                                             |                                                                       |                                                                       |                                                                       |                                                                       |                                                                       |                                                                       | | | | | | | 森德里奇男爵，1766年                                                                           | 森德里奇男爵，1766年                                                                           | 森德里奇男爵，1766年                                                                              | 森德里奇男爵，1766年                                                                              | 森德里奇男爵，1766年                                                                              | 森德里奇男爵，1766年                                                                              |                                                                                                   |                                                                                                   | 哈默爾頓的漢密爾頓男爵                                                                         | 哈默爾頓的漢密爾頓男爵                                                                         | 哈默爾頓的漢密爾頓男爵                                                                           | 哈默爾頓的漢密爾頓男爵                                                                         | 哈默爾頓的漢密爾頓男爵                                                                         | 哈默爾頓的漢密爾頓男爵                                                                         |                                                |                                                |                                                                                 |                                                                                 |                                                                                 |                                                                                 |                                                                                 |                                                                                 |  |  |  |  |  |  |
|                                                |                                                |                                                             |                                                             |                                                                       |                                                                       |                                                                       |                                                                       |                                                                       |                                                                       | | | | | | | 森德里奇男爵，1766年                                                                           | 森德里奇男爵，1766年                                                                           | 森德里奇男爵，1766年                                                                              | 森德里奇男爵，1766年                                                                              | 森德里奇男爵，1766年                                                                              | 森德里奇男爵，1766年                                                                              | 約翰·坎貝爾 第一代森德里奇男爵 第五代阿蓋爾公爵 （1723年—1806年）                                 | 約翰·坎貝爾 第一代森德里奇男爵 第五代阿蓋爾公爵 （1723年—1806年）                                 | 約翰·坎貝爾 第一代森德里奇男爵 第五代阿蓋爾公爵 （1723年—1806年）                              | 約翰·坎貝爾 第一代森德里奇男爵 第五代阿蓋爾公爵 （1723年—1806年）                              | 約翰·坎貝爾 第一代森德里奇男爵 第五代阿蓋爾公爵 （1723年—1806年）                                | 約翰·坎貝爾 第一代森德里奇男爵 第五代阿蓋爾公爵 （1723年—1806年）                              | 哈默爾頓的漢密爾頓男爵                                                                         | 哈默爾頓的漢密爾頓男爵                                                                         |                                                |                                                | 伊麗莎白·岡寧 漢密爾頓公爵夫人 第一代哈默爾頓的漢密爾頓女男爵 （1733年—1790年） | 伊麗莎白·岡寧 漢密爾頓公爵夫人 第一代哈默爾頓的漢密爾頓女男爵 （1733年—1790年） | 伊麗莎白·岡寧 漢密爾頓公爵夫人 第一代哈默爾頓的漢密爾頓女男爵 （1733年—1790年） | 伊麗莎白·岡寧 漢密爾頓公爵夫人 第一代哈默爾頓的漢密爾頓女男爵 （1733年—1790年） | 伊麗莎白·岡寧 漢密爾頓公爵夫人 第一代哈默爾頓的漢密爾頓女男爵 （1733年—1790年） | 伊麗莎白·岡寧 漢密爾頓公爵夫人 第一代哈默爾頓的漢密爾頓女男爵 （1733年—1790年） |  |  |  |  |  |  |
|                                                |                                                |                                                             |                                                             |                                                                       |                                                                       |                                                                       |                                                                       |                                                                       |                                                                       | | | | | | |                                                                                                |                                                                                                |                                                                                                   |                                                                                                   |                                                                                                   |                                                                                                   | 約翰·坎貝爾 第一代森德里奇男爵 第五代阿蓋爾公爵 （1723年—1806年）                                 | 約翰·坎貝爾 第一代森德里奇男爵 第五代阿蓋爾公爵 （1723年—1806年）                                 | 約翰·坎貝爾 第一代森德里奇男爵 第五代阿蓋爾公爵 （1723年—1806年）                              | 約翰·坎貝爾 第一代森德里奇男爵 第五代阿蓋爾公爵 （1723年—1806年）                              | 約翰·坎貝爾 第一代森德里奇男爵 第五代阿蓋爾公爵 （1723年—1806年）                                | 約翰·坎貝爾 第一代森德里奇男爵 第五代阿蓋爾公爵 （1723年—1806年）                              |                                                                                                |                                                                                                |                                                |                                                | 伊麗莎白·岡寧 漢密爾頓公爵夫人 第一代哈默爾頓的漢密爾頓女男爵 （1733年—1790年） | 伊麗莎白·岡寧 漢密爾頓公爵夫人 第一代哈默爾頓的漢密爾頓女男爵 （1733年—1790年） | 伊麗莎白·岡寧 漢密爾頓公爵夫人 第一代哈默爾頓的漢密爾頓女男爵 （1733年—1790年） | 伊麗莎白·岡寧 漢密爾頓公爵夫人 第一代哈默爾頓的漢密爾頓女男爵 （1733年—1790年） | 伊麗莎白·岡寧 漢密爾頓公爵夫人 第一代哈默爾頓的漢密爾頓女男爵 （1733年—1790年） | 伊麗莎白·岡寧 漢密爾頓公爵夫人 第一代哈默爾頓的漢密爾頓女男爵 （1733年—1790年） |  |  |  |  |  |  |
|                                                |                                                |                                                             |                                                             |                                                                       |                                                                       |                                                                       |                                                                       |                                                                       |                                                                       | | | | | | |                                                                                                |                                                                                                |                                                                                                   |                                                                                                   |                                                                                                   |                                                                                                   |                                                                                                   |                                                                                                   |                                                                                                |                                                                                                |                                                                                                  |                                                                                                |                                                                                                |                                                                                                |                                                |                                                |                                                                                 |                                                                                 |                                                                                 |                                                                                 |                                                                                 |                                                                                 |  |  |  |  |  |  |
|                                                |                                                |                                                             |                                                             |                                                                       |                                                                       |                                                                       |                                                                       |                                                                       |                                                                       | | | | | | |                                                                                                |                                                                                                |                                                                                                   |                                                                                                   |                                                                                                   |                                                                                                   |                                                                                                   |                                                                                                   |                                                                                                |                                                                                                |                                                                                                  |                                                                                                |                                                                                                |                                                                                                |                                                |                                                |                                                                                 |                                                                                 |                                                                                 |                                                                                 |                                                                                 |                                                                                 |  |  |  |  |  |  |
|                                                |                                                |                                                             |                                                             |                                                                       |                                                                       |                                                                       |                                                                       |                                                                       |                                                                       | | | | | | | 喬治·威廉·坎貝爾 第三代漢密爾頓男爵 第六代阿蓋爾公爵 （1766年—1839年）                         | 喬治·威廉·坎貝爾 第三代漢密爾頓男爵 第六代阿蓋爾公爵 （1766年—1839年）                         | 喬治·威廉·坎貝爾 第三代漢密爾頓男爵 第六代阿蓋爾公爵 （1766年—1839年）                            | 喬治·威廉·坎貝爾 第三代漢密爾頓男爵 第六代阿蓋爾公爵 （1766年—1839年）                            | 喬治·威廉·坎貝爾 第三代漢密爾頓男爵 第六代阿蓋爾公爵 （1766年—1839年）                            | 喬治·威廉·坎貝爾 第三代漢密爾頓男爵 第六代阿蓋爾公爵 （1766年—1839年）                            |                                                                                                   |                                                                                                   | 約翰·道格拉斯·愛德華·亨利·坎貝爾 第七代阿蓋爾公爵 （1777年—1847年）                            | 約翰·道格拉斯·愛德華·亨利·坎貝爾 第七代阿蓋爾公爵 （1777年—1847年）                            | 約翰·道格拉斯·愛德華·亨利·坎貝爾 第七代阿蓋爾公爵 （1777年—1847年）                              | 約翰·道格拉斯·愛德華·亨利·坎貝爾 第七代阿蓋爾公爵 （1777年—1847年）                            | 約翰·道格拉斯·愛德華·亨利·坎貝爾 第七代阿蓋爾公爵 （1777年—1847年）                            | 約翰·道格拉斯·愛德華·亨利·坎貝爾 第七代阿蓋爾公爵 （1777年—1847年）                            |                                                |                                                |                                                                                 |                                                                                 |                                                                                 |                                                                                 |                                                                                 |                                                                                 |  |  |  |  |  |  |
|                                                |                                                |                                                             |                                                             |                                                                       |                                                                       |                                                                       |                                                                       |                                                                       |                                                                       | | | | | | | 喬治·威廉·坎貝爾 第三代漢密爾頓男爵 第六代阿蓋爾公爵 （1766年—1839年）                         | 喬治·威廉·坎貝爾 第三代漢密爾頓男爵 第六代阿蓋爾公爵 （1766年—1839年）                         | 喬治·威廉·坎貝爾 第三代漢密爾頓男爵 第六代阿蓋爾公爵 （1766年—1839年）                            | 喬治·威廉·坎貝爾 第三代漢密爾頓男爵 第六代阿蓋爾公爵 （1766年—1839年）                            | 喬治·威廉·坎貝爾 第三代漢密爾頓男爵 第六代阿蓋爾公爵 （1766年—1839年）                            | 喬治·威廉·坎貝爾 第三代漢密爾頓男爵 第六代阿蓋爾公爵 （1766年—1839年）                            |                                                                                                   |                                                                                                   | 約翰·道格拉斯·愛德華·亨利·坎貝爾 第七代阿蓋爾公爵 （1777年—1847年）                            | 約翰·道格拉斯·愛德華·亨利·坎貝爾 第七代阿蓋爾公爵 （1777年—1847年）                            | 約翰·道格拉斯·愛德華·亨利·坎貝爾 第七代阿蓋爾公爵 （1777年—1847年）                              | 約翰·道格拉斯·愛德華·亨利·坎貝爾 第七代阿蓋爾公爵 （1777年—1847年）                            | 約翰·道格拉斯·愛德華·亨利·坎貝爾 第七代阿蓋爾公爵 （1777年—1847年）                            | 約翰·道格拉斯·愛德華·亨利·坎貝爾 第七代阿蓋爾公爵 （1777年—1847年）                            |                                                |                                                |                                                                                 |                                                                                 |                                                                                 |                                                                                 |                                                                                 |                                                                                 |  |  |  |  |  |  |
|                                                |                                                |                                                             |                                                             |                                                                       |                                                                       |                                                                       |                                                                       |                                                                       |                                                                       | | | | | | |                                                                                                |                                                                                                |                                                                                                   |                                                                                                   |                                                                                                   |                                                                                                   |                                                                                                   |                                                                                                   | 阿蓋爾公爵（聯合王國），1892年                                                                 |                                                                                                |                                                                                                  |                                                                                                |                                                                                                |                                                                                                |                                                |                                                |                                                                                 |                                                                                 |                                                                                 |                                                                                 |                                                                                 |                                                                                 |  |  |  |  |  |  |
|                                                |                                                | 女皇陛下維多利亞女皇 （1819年—1901年）（1837年—1901年在位） | 女皇陛下維多利亞女皇 （1819年—1901年）（1837年—1901年在位） | 女皇陛下維多利亞女皇 （1819年—1901年）（1837年—1901年在位）           | 女皇陛下維多利亞女皇 （1819年—1901年）（1837年—1901年在位）           | 女皇陛下維多利亞女皇 （1819年—1901年）（1837年—1901年在位）           | 女皇陛下維多利亞女皇 （1819年—1901年）（1837年—1901年在位）           |                                                                       |                                                                       | | | | | | |                                                                                                |                                                                                                |                                                                                                   |                                                                                                   |                                                                                                   |                                                                                                   |                                                                                                   |                                                                                                   | 喬治·道格拉斯·坎貝爾 第八代阿蓋爾公爵（蘇格蘭） 第一代阿蓋爾公爵（聯合王國） （1823年—1900年） | 喬治·道格拉斯·坎貝爾 第八代阿蓋爾公爵（蘇格蘭） 第一代阿蓋爾公爵（聯合王國） （1823年—1900年） | 喬治·道格拉斯·坎貝爾 第八代阿蓋爾公爵（蘇格蘭） 第一代阿蓋爾公爵（聯合王國） （1823年—1900年）   | 喬治·道格拉斯·坎貝爾 第八代阿蓋爾公爵（蘇格蘭） 第一代阿蓋爾公爵（聯合王國） （1823年—1900年） | 喬治·道格拉斯·坎貝爾 第八代阿蓋爾公爵（蘇格蘭） 第一代阿蓋爾公爵（聯合王國） （1823年—1900年） | 喬治·道格拉斯·坎貝爾 第八代阿蓋爾公爵（蘇格蘭） 第一代阿蓋爾公爵（聯合王國） （1823年—1900年） |                                                |                                                |                                                                                 |                                                                                 |                                                                                 |                                                                                 |                                                                                 |                                                                                 |  |  |  |  |  |  |
|                                                |                                                | 女皇陛下維多利亞女皇 （1819年—1901年）（1837年—1901年在位） | 女皇陛下維多利亞女皇 （1819年—1901年）（1837年—1901年在位） | 女皇陛下維多利亞女皇 （1819年—1901年）（1837年—1901年在位）           | 女皇陛下維多利亞女皇 （1819年—1901年）（1837年—1901年在位）           | 女皇陛下維多利亞女皇 （1819年—1901年）（1837年—1901年在位）           | 女皇陛下維多利亞女皇 （1819年—1901年）（1837年—1901年在位）           |                                                                       |                                                                       | | | | | | |                                                                                                |                                                                                                |                                                                                                   |                                                                                                   |                                                                                                   |                                                                                                   |                                                                                                   |                                                                                                   | 喬治·道格拉斯·坎貝爾 第八代阿蓋爾公爵（蘇格蘭） 第一代阿蓋爾公爵（聯合王國） （1823年—1900年） | 喬治·道格拉斯·坎貝爾 第八代阿蓋爾公爵（蘇格蘭） 第一代阿蓋爾公爵（聯合王國） （1823年—1900年） | 喬治·道格拉斯·坎貝爾 第八代阿蓋爾公爵（蘇格蘭） 第一代阿蓋爾公爵（聯合王國） （1823年—1900年）   | 喬治·道格拉斯·坎貝爾 第八代阿蓋爾公爵（蘇格蘭） 第一代阿蓋爾公爵（聯合王國） （1823年—1900年） | 喬治·道格拉斯·坎貝爾 第八代阿蓋爾公爵（蘇格蘭） 第一代阿蓋爾公爵（聯合王國） （1823年—1900年） | 喬治·道格拉斯·坎貝爾 第八代阿蓋爾公爵（蘇格蘭） 第一代阿蓋爾公爵（聯合王國） （1823年—1900年） |                                                |                                                |                                                                                 |                                                                                 |                                                                                 |                                                                                 |                                                                                 |                                                                                 |  |  |  |  |  |  |
|                                                |                                                |                                                             |                                                             |                                                                       |                                                                       |                                                                       |                                                                       |                                                                       |                                                                       | | | | | | |                                                                                                |                                                                                                |                                                                                                   |                                                                                                   |                                                                                                   |                                                                                                   |                                                                                                   |                                                                                                   |                                                                                                |                                                                                                |                                                                                                  |                                                                                                |                                                                                                |                                                                                                |                                                |                                                |                                                                                 |                                                                                 |                                                                                 |                                                                                 |                                                                                 |                                                                                 |  |  |  |  |  |  |
|                                                |                                                | 路易絲公主 （1849年—1939年）                                | 路易絲公主 （1849年—1939年）                                | 路易絲公主 （1849年—1939年）                                          | 路易絲公主 （1849年—1939年）                                          | 路易絲公主 （1849年—1939年）                                          | 路易絲公主 （1849年—1939年）                                          |                                                                       |                                                                       | 約翰·喬治·愛德華·亨利·道格拉斯·薩瑟蘭·坎貝爾 第九代阿蓋爾公爵（蘇格蘭） 第二代阿蓋爾公爵（聯合王國） （1845年—1914年） | 約翰·喬治·愛德華·亨利·道格拉斯·薩瑟蘭·坎貝爾 第九代阿蓋爾公爵（蘇格蘭） 第二代阿蓋爾公爵（聯合王國） （1845年—1914年） | 約翰·喬治·愛德華·亨利·道格拉斯·薩瑟蘭·坎貝爾 第九代阿蓋爾公爵（蘇格蘭） 第二代阿蓋爾公爵（聯合王國） （1845年—1914年） | 約翰·喬治·愛德華·亨利·道格拉斯·薩瑟蘭·坎貝爾 第九代阿蓋爾公爵（蘇格蘭） 第二代阿蓋爾公爵（聯合王國） （1845年—1914年） | 約翰·喬治·愛德華·亨利·道格拉斯·薩瑟蘭·坎貝爾 第九代阿蓋爾公爵（蘇格蘭） 第二代阿蓋爾公爵（聯合王國） （1845年—1914年） | 約翰·喬治·愛德華·亨利·道格拉斯·薩瑟蘭·坎貝爾 第九代阿蓋爾公爵（蘇格蘭） 第二代阿蓋爾公爵（聯合王國） （1845年—1914年） |                                                                                                |                                                                                                | 阿奇博尔德·坎贝尔勳爵 （1846年—1913年）                                                           | 阿奇博尔德·坎贝尔勳爵 （1846年—1913年）                                                           | 阿奇博尔德·坎贝尔勳爵 （1846年—1913年）                                                           | 阿奇博尔德·坎贝尔勳爵 （1846年—1913年）                                                           | 阿奇博尔德·坎贝尔勳爵 （1846年—1913年）                                                           | 阿奇博尔德·坎贝尔勳爵 （1846年—1913年）                                                           |                                                                                                |                                                                                                | 華特·坎貝爾勳爵 （1848年—1889年）                                                                | 華特·坎貝爾勳爵 （1848年—1889年）                                                              | 華特·坎貝爾勳爵 （1848年—1889年）                                                              | 華特·坎貝爾勳爵 （1848年—1889年）                                                              | 華特·坎貝爾勳爵 （1848年—1889年）              | 華特·坎貝爾勳爵 （1848年—1889年）              |                                                                                 |                                                                                 |                                                                                 |                                                                                 |                                                                                 |                                                                                 |  |  |  |  |  |  |
|                                                |                                                | 路易絲公主 （1849年—1939年）                                | 路易絲公主 （1849年—1939年）                                | 路易絲公主 （1849年—1939年）                                          | 路易絲公主 （1849年—1939年）                                          | 路易絲公主 （1849年—1939年）                                          | 路易絲公主 （1849年—1939年）                                          |                                                                       |                                                                       | 約翰·喬治·愛德華·亨利·道格拉斯·薩瑟蘭·坎貝爾 第九代阿蓋爾公爵（蘇格蘭） 第二代阿蓋爾公爵（聯合王國） （1845年—1914年） | 約翰·喬治·愛德華·亨利·道格拉斯·薩瑟蘭·坎貝爾 第九代阿蓋爾公爵（蘇格蘭） 第二代阿蓋爾公爵（聯合王國） （1845年—1914年） | 約翰·喬治·愛德華·亨利·道格拉斯·薩瑟蘭·坎貝爾 第九代阿蓋爾公爵（蘇格蘭） 第二代阿蓋爾公爵（聯合王國） （1845年—1914年） | 約翰·喬治·愛德華·亨利·道格拉斯·薩瑟蘭·坎貝爾 第九代阿蓋爾公爵（蘇格蘭） 第二代阿蓋爾公爵（聯合王國） （1845年—1914年） | 約翰·喬治·愛德華·亨利·道格拉斯·薩瑟蘭·坎貝爾 第九代阿蓋爾公爵（蘇格蘭） 第二代阿蓋爾公爵（聯合王國） （1845年—1914年） | 約翰·喬治·愛德華·亨利·道格拉斯·薩瑟蘭·坎貝爾 第九代阿蓋爾公爵（蘇格蘭） 第二代阿蓋爾公爵（聯合王國） （1845年—1914年） |                                                                                                |                                                                                                | 阿奇博尔德·坎贝尔勳爵 （1846年—1913年）                                                           | 阿奇博尔德·坎贝尔勳爵 （1846年—1913年）                                                           | 阿奇博尔德·坎贝尔勳爵 （1846年—1913年）                                                           | 阿奇博尔德·坎贝尔勳爵 （1846年—1913年）                                                           | 阿奇博尔德·坎贝尔勳爵 （1846年—1913年）                                                           | 阿奇博尔德·坎贝尔勳爵 （1846年—1913年）                                                           |                                                                                                |                                                                                                | 華特·坎貝爾勳爵 （1848年—1889年）                                                                | 華特·坎貝爾勳爵 （1848年—1889年）                                                              | 華特·坎貝爾勳爵 （1848年—1889年）                                                              | 華特·坎貝爾勳爵 （1848年—1889年）                                                              | 華特·坎貝爾勳爵 （1848年—1889年）              | 華特·坎貝爾勳爵 （1848年—1889年）              |                                                                                 |                                                                                 |                                                                                 |                                                                                 |                                                                                 |                                                                                 |  |  |  |  |  |  |
|                                                |                                                |                                                             |                                                             |                                                                       |                                                                       |                                                                       |                                                                       |                                                                       |                                                                       | | | | | | |                                                                                                |                                                                                                |                                                                                                   |                                                                                                   |                                                                                                   |                                                                                                   |                                                                                                   |                                                                                                   |                                                                                                |                                                                                                |                                                                                                  |                                                                                                |                                                                                                |                                                                                                |                                                |                                                |                                                                                 |                                                                                 |                                                                                 |                                                                                 |                                                                                 |                                                                                 |  |  |  |  |  |  |
|                                                |                                                |                                                             |                                                             |                                                                       |                                                                       |                                                                       |                                                                       |                                                                       |                                                                       | | | | | | |                                                                                                |                                                                                                | Niall Diarmid Campbell, 第十代阿蓋爾公爵（蘇格蘭） 第三代阿蓋爾公爵（聯合王國） （1872年—1948年） | Niall Diarmid Campbell, 第十代阿蓋爾公爵（蘇格蘭） 第三代阿蓋爾公爵（聯合王國） （1872年—1948年） | Niall Diarmid Campbell, 第十代阿蓋爾公爵（蘇格蘭） 第三代阿蓋爾公爵（聯合王國） （1872年—1948年） | Niall Diarmid Campbell, 第十代阿蓋爾公爵（蘇格蘭） 第三代阿蓋爾公爵（聯合王國） （1872年—1948年） | Niall Diarmid Campbell, 第十代阿蓋爾公爵（蘇格蘭） 第三代阿蓋爾公爵（聯合王國） （1872年—1948年） | Niall Diarmid Campbell, 第十代阿蓋爾公爵（蘇格蘭） 第三代阿蓋爾公爵（聯合王國） （1872年—1948年） |                                                                                                |                                                                                                | 道格拉斯·華特·坎貝爾 （1877年—1926年）                                                           | 道格拉斯·華特·坎貝爾 （1877年—1926年）                                                         | 道格拉斯·華特·坎貝爾 （1877年—1926年）                                                         | 道格拉斯·華特·坎貝爾 （1877年—1926年）                                                         | 道格拉斯·華特·坎貝爾 （1877年—1926年）         | 道格拉斯·華特·坎貝爾 （1877年—1926年）         |                                                                                 |                                                                                 |                                                                                 |                                                                                 |                                                                                 |                                                                                 |  |  |  |  |  |  |
|                                                |                                                |                                                             |                                                             |                                                                       |                                                                       |                                                                       |                                                                       |                                                                       |                                                                       | | | | | | |                                                                                                |                                                                                                | Niall Diarmid Campbell, 第十代阿蓋爾公爵（蘇格蘭） 第三代阿蓋爾公爵（聯合王國） （1872年—1948年） | Niall Diarmid Campbell, 第十代阿蓋爾公爵（蘇格蘭） 第三代阿蓋爾公爵（聯合王國） （1872年—1948年） | Niall Diarmid Campbell, 第十代阿蓋爾公爵（蘇格蘭） 第三代阿蓋爾公爵（聯合王國） （1872年—1948年） | Niall Diarmid Campbell, 第十代阿蓋爾公爵（蘇格蘭） 第三代阿蓋爾公爵（聯合王國） （1872年—1948年） | Niall Diarmid Campbell, 第十代阿蓋爾公爵（蘇格蘭） 第三代阿蓋爾公爵（聯合王國） （1872年—1948年） | Niall Diarmid Campbell, 第十代阿蓋爾公爵（蘇格蘭） 第三代阿蓋爾公爵（聯合王國） （1872年—1948年） |                                                                                                |                                                                                                | 道格拉斯·華特·坎貝爾 （1877年—1926年）                                                           | 道格拉斯·華特·坎貝爾 （1877年—1926年）                                                         | 道格拉斯·華特·坎貝爾 （1877年—1926年）                                                         | 道格拉斯·華特·坎貝爾 （1877年—1926年）                                                         | 道格拉斯·華特·坎貝爾 （1877年—1926年）         | 道格拉斯·華特·坎貝爾 （1877年—1926年）         |                                                                                 |                                                                                 |                                                                                 |                                                                                 |                                                                                 |                                                                                 |  |  |  |  |  |  |
|                                                |                                                |                                                             |                                                             |                                                                       |                                                                       |                                                                       |                                                                       |                                                                       |                                                                       | | | | | | |                                                                                                |                                                                                                |                                                                                                   |                                                                                                   |                                                                                                   |                                                                                                   |                                                                                                   |                                                                                                   |                                                                                                |                                                                                                | 伊恩·道格拉斯·坎貝爾 第十一代阿蓋爾公爵（蘇格蘭） 第四代阿蓋爾公爵（聯合王國） （1903年—1973年） |                                                                                                |                                                                                                |                                                                                                |                                                |                                                |                                                                                 |                                                                                 |                                                                                 |                                                                                 |                                                                                 |                                                                                 |  |  |  |  |  |  |
|                                                |                                                |                                                             |                                                             |                                                                       |                                                                       |                                                                       |                                                                       |                                                                       |                                                                       | | | | | | |                                                                                                |                                                                                                |                                                                                                   |                                                                                                   |                                                                                                   |                                                                                                   |                                                                                                   |                                                                                                   |                                                                                                |                                                                                                |                                                                                                  |                                                                                                |                                                                                                |                                                                                                |                                                |                                                |                                                                                 |                                                                                 |                                                                                 |                                                                                 |                                                                                 |                                                                                 |  |  |  |  |  |  |
|                                                |                                                |                                                             |                                                             |                                                                       |                                                                       |                                                                       |                                                                       |                                                                       |                                                                       | | | | | | |                                                                                                |                                                                                                |                                                                                                   |                                                                                                   |                                                                                                   |                                                                                                   |                                                                                                   |                                                                                                   |                                                                                                |                                                                                                | 伊恩·坎貝爾 第十二代阿蓋爾公爵（蘇格蘭） 第五代阿蓋爾公爵（聯合王國） （1937年—2001年）          |                                                                                                |                                                                                                |                                                                                                |                                                |                                                |                                                                                 |                                                                                 |                                                                                 |                                                                                 |                                                                                 |                                                                                 |  |  |  |  |  |  |
|                                                |                                                |                                                             |                                                             |                                                                       |                                                                       |                                                                       |                                                                       |                                                                       |                                                                       | | | | | | |                                                                                                |                                                                                                |                                                                                                   |                                                                                                   |                                                                                                   |                                                                                                   |                                                                                                   |                                                                                                   |                                                                                                |                                                                                                |                                                                                                  |                                                                                                |                                                                                                |                                                                                                |                                                |                                                |                                                                                 |                                                                                 |                                                                                 |                                                                                 |                                                                                 |                                                                                 |  |  |  |  |  |  |
|                                                |                                                |                                                             |                                                             |                                                                       |                                                                       |                                                                       |                                                                       |                                                                       |                                                                       | | | | | | |                                                                                                |                                                                                                |                                                                                                   |                                                                                                   |                                                                                                   |                                                                                                   |                                                                                                   |                                                                                                   |                                                                                                |                                                                                                | 托庫希爾·伊恩·坎貝爾 第十三代阿蓋爾公爵（蘇格蘭） 第六代阿蓋爾公爵（聯合王國） （1968年生）      |                                                                                                |                                                                                                |                                                                                                |                                                |                                                |                                                                                 |                                                                                 |                                                                                 |                                                                                 |                                                                                 |                                                                                 |  |  |  |  |  |  |
|                                                |                                                |                                                             |                                                             |                                                                       |                                                                       |                                                                       |                                                                       |                                                                       |                                                                       | | | | | | |                                                                                                |                                                                                                |                                                                                                   |                                                                                                   |                                                                                                   |                                                                                                   |                                                                                                   |                                                                                                   |                                                                                                |                                                                                                |                                                                                                  |                                                                                                |                                                                                                |                                                                                                |                                                |                                                |                                                                                 |                                                                                 |                                                                                 |                                                                                 |                                                                                 |                                                                                 |  |  |  |  |  |  |
|                                                |                                                |                                                             |                                                             |                                                                       |                                                                       |                                                                       |                                                                       |                                                                       |                                                                       | | | | | | |                                                                                                |                                                                                                |                                                                                                   |                                                                                                   |                                                                                                   |                                                                                                   |                                                                                                   |                                                                                                   |                                                                                                |                                                                                                | 阿奇博爾德·弗雷德里克·坎貝爾 洛恩侯爵 （2004年生）                                               |                                                                                                |                                                                                                |                                                                                                |                                                |                                                |                                                                                 |                                                                                 |                                                                                 |                                                                                 |                                                                                 |                                                                                 |  |  |  |  |  |  |

## 繼承順序
- 洛恩侯爵阿奇博爾德·弗雷德里克·坎貝爾（2004年生）第十三代公爵之長子
- 羅里·詹姆斯·坎貝爾勳爵（2006年生）第十三代公爵之次子
- 科林·伊瓦爾·坎貝爾勳爵（1946年生）第十一代公爵之次子